# Красная Нива (Костромская область)
Красная Нива — деревня в Чухломском муниципальном районе Костромской области. Входит в состав Повалихинского сельского поселения

## География
Находится в северной части Костромской области на расстоянии приблизительно 25 км на север-северо-восток по прямой от города Чухлома, административного центра района.

## История
Первоначальное название деревни было Таракунино. Нынешнее появилось после Октябрьской революции. В 1872 году здесь было учтено 24 двора, в 1907 году — 32.

## Население
Постоянное население составляло 81 человек (1872 год), 124 (1897), 193 (1907), 59 в 2002 году (русские 98 %), 31 в 2022.